# Grimnir (Warhammer)
Grimnir is een god van de dwergen in het spel Warhammer van Games Workshop, naast Grungni en Valaya.

## Ontstaan
De dwergengoden werden door de tijd heen langszaam uitgekerfd uit de rotsen. Aangezien de dwergen geloven dat ze rechtstreeks van hun goden afstammen, voelen de dwergen zich nu nog altijd sterk verbonden met rotsen en de aarde. 

## Aspecten
Grimnir is de god van de strijd, vandaar ook zijn bijnaam de vreesloze. Hij beschermde zijn volk tegen monsters en andere vijanden. Hiervoor had hij van Grungni twee magische bijlen gekregen. Tijdens de eerste komst van Chaos was hij de aanvoerder van de legers. Hij ontmoette op een van de campagnes de elf Caledor Dragontamer. De elf en de God van de dwergen begrepen dat ze elkaar nodig hadden in de strijd tegen Chaos. Grimnir schonk de elf een magisch amulet en in ruil kreeg hij het Vuurkristal.

## Het einde van Grimnir
Grimnir had van Caledor de beschrijving van de poort van Chaos gekregen, waardoor de demonen de wereld in stroomden. Tegen het advies van de andere goden in, besloot hij op pad te trekken op deze poort te sluiten. Hij schoor zijn hoofd kaal, buiten een hanenkam en vertrok naar het noorden. Hij is nooit meer terug gezien, de meeste dwergen denken dat hij strijdend ten onder is gegaan en de poort heeft kunnen sluiten. Een van zijn magische bijlen schonk hij aan zijn zoon Morgrim.

## Schrijnen
In elke vestiging van de dwergen kan je wel een schrijn voor deze godheid vinden. De rijkste vereringsplaatsen zijn te vinden in Karaz-A-Karak maar de grootste schrijn ligt in Karak Kadrin. Slayers scheren nu nog steeds hun haar op een  hanenkam en verven het oranje in navolging van hun god. De rest van hun haar wordt verbrand. Hun naam wordt dan gegraveerd in een van de pilaren van de tempel. Juist buiten de tempel kunnen ze hun eerste tatoeage laten zetten.